# Hankasjärvi (sjö i Finland)
Hankasjärvi är en sjö i Finland. Den ligger i Vemo kommun i landskapet Egentliga Finland, i den sydvästra delen av landet, 180 km väster om huvudstaden Helsingfors. Hankasjärvi ligger 15 meter över havet. Arean är 2,8 hektar och strandlinjen är 0,77 kilometer lång. Sjön  ingår i Skärgårdshavets kustområde, Åland. 